# Kenten Laut
Kenten Laut is een bestuurslaag in het regentschap Banyuasin van de provincie Zuid-Sumatra, Indonesië. Kenten Laut telt 8751 inwoners (volkstelling 2010).